# محترم اسکندری
محترم اسکندری (۱۲۷۴–۶ مرداد ۱۳۰۳) شاعر و از پیشگامان جنبش زنان در ایران بود. او از موسسان جمعیت نسوان وطنخواه ایران، نخستین رئیس آن، و همچنین ناشر نشریه جمعیت نسوان وطنخواه ایران بود. اسکندری سخنرانی‌هایی در حمایت از حقوق زنان از جمله تحصیل زنان و رفع حجاب می‌کرد و به برنامه‌ریزی راهپیمایی‌های اعضای جمعیت می‌پرداخت.

## زندگی
محترم در خانواده‌ای اشرافی در تهران به دنیا آمد. پدرش محمد علی میرزا اسکندری (شاهزاده علی خان) از مشروطه‌خواهان و از مؤسسان انجمن آدمیت بود. او ابتدا در خانه نزد پدرش درس آموخت و سپس برای ادامه دروس زبان فرانسه و ادبیات به مکتب میرزا علی محمد خان محققی*، مدرس معروف رفت. آن‌ها پس از مدتی با هم ازدواج کردند.
محترم اسکندری که دچار آسیبی در ستون فقرات بود، مدتی به تدریس مشغول شد و مدتی نظامت مدرسه دخترانه‌ای را برعهده داشت. او که از دستاوردهای انقلاب مشروطه برای زنان مأیوس شده بود در سال ۱۳۰۱ به همراهی تعدادی از زنان پیشرو در تهران جمعیت نسوان وطنخواه را تأسیس کرد. او به سخنرانی، اداره نشریه انجمن و برنامه‌ریزی راهپیمایی‌های اعضای جمعیت می‌پرداخت. آن‌ها در یکی از راهپیمایی‌ها اقدام به سوزاندن جزوه‌هایی علیه زنان کردند که منجر به دستگیری او توسط مأموران حکومت شد اما نام او را نیز بر سر زبان‌ها انداخت. او به تأسیس مدرسه برای زنان بزرگسال و تبلیغ برای مصرف کالاهای ملی نیز می‌پرداخت.
محترم اسکندری در ۶ مرداد ۱۳۰۳ در ۲۹ سالگی در تهران درگذشت.

## نشریه نسوان وطن‌خواه
در سال ۱۳۰۱ جمعیت نسوان وطن‌خواه به همت محترم اسکندری، نورالهدی منگنه، مستوره افشار و خانم فخر آفاق تأسیس شد. حق آموزش و تحصیل زنان یکی از مهم‌ترین اهداف این جمعیت بود.
با ده نفر از بانوان منتخب این جمعیت هیئت مدیره انجمن نسوان وطن‌خواه شکل گرفت و همین هیئت، محترم اسکندری را به عنوان نخستین رئیس جمعیت نسوان وطن‌خواه انتخاب کرد.
جمعیت «نسوان وطن‌خواه» در مسیر رسیدن به اهداف تحصیل و آموزش زنان، ضمن راه‌اندازی کلاس اکابر برای زنان، نشریه نسوان وطن‌خواه را منتشر کرد. این نشریه ارگان رسمی این جمعیت بود که به موضوعات مربوط به زنان و حقوق زنان می‌پرداخت.
صاحب امتیاز نشریه خانم ملوک اسکندری و نخستین مدیر و مسئول آن محترم اسکندری بود.
نشریه نسوان وطن‌خواه در یازده شماره، طی سه سال (از ۱۳۰۲ تا ۱۳۰۵) منتشر شد و بسیاری از زنان آزادی‌خواه را جذب کرد.

## شورشی بر «مکر زنان»
«مکر زنان» نام جزوه‌ای است که توسط تعدادی از مخالفان تحصیل و آزادی زنان در تهران تهیه شده بود. این جزوه در میدان‌های اصلی شهر توسط پسربچه‌ها به فروش می‌رسید. نورالهدی منگنه که این جزوه را بسیار توهین‌آمیز می‌دانست در خاطراتش نوشته‌است:
«جزوه‌ای به اسم مکر زنان چاپ و منتشر شده بود که هر روز بچه‌های روزنامه فروش تعداد زیادی از آن‌ها را به دست گرفته و با صدای رسا فریاد می‌زدند کتاب مکر زنان، مکر زنان، مکر زنان… بنابراین تصمیم گرفته شد که در روز معین ساعت ده صبح عده‌ای شاید هفت یا هشت نفر از خانم‌های جمعیت نسوان وطن‌خواه در میدان سپه جمع شویم و هر یک ده، پانزده، بیست دانه از آن کتاب‌ها را از بچه‌ها گرفته و با کبریتی که همراه داشتیم آتش بزنیم»
سرانجام در روز معین محترم اسکندری به همراه هفت تن از زنان آزادی‌خواه به میدان توپخانه رفت و جزوه‌های «مکر زنان» را از دست بچه‌ها گرفته و در وسط میدان، درست همان جایی که زمانی دارهای مشروطه‌خواهان را برپا کرده بودند، به آتش کشید و زمانی که بچه‌ها پول جزوه‌ها را طلب کردند گفتند پول نمی‌دهیم.

## دستگیری به جرم شورش
پس از آتش زدن کتاب‌ها در میدان و بلند شدن صدای اعتراض بچه‌هایی که کتابهاشان در آتش سوخت، پاسبانها به میدان آمده و زنان را به کمیسریا (اداره پلیس و محل بازجویی اولیه متهمان) بردند. زنان را در اتاقهای مختلف برده و هر کدام را جداگانه بازجویی کردند.
بدرالملوک بامداد در کتاب «زن ایرانی از مشروطه تا انقلاب سفید» در این باره نوشته‌است:
«محترم اسکندری در نظمیه بعد از آتش زدن جزوه‌های مکر زنان گفت: این عمل ما برای دفاع از آبروی مادران و خواهران شماست. ما هم مثل تمام انسان‌ها عقل داریم، مکار نیستیم. سخنان با شور و حرارت و تأثرآمیز او در افسران نظمیه اثر کرد و آن‌ها را به حمایت از او برانگیخت»
نام محترم اسکندری به عنوان اولین زنی که در تاریخ معاصر به جرم شورش بازداشت شد ثبت گردید.

## بیماری و درگذشت
محترم اسکندری مدتی بعد از دستگیری و ماجرای به آتش کشیدن جزوه‌ها به علت شدت بیماری بستری شد و پزشکان گفتند باید عمل جراحی روی ستون فقرات بیمار انجام شود.
او که از دوران کودکی از این بیماری رنج می‌کشید و سختی زخم زبان آنان که او را به تمسخر «قوزی» صدا می‌کردند تحمل می‌کرد، در آخرین دقایق زندگی هم دست از تلاش برای جنبش برابری زنان برنداشت و به خواهرانش در نسوان وطن‌خواه توصیه کرد که یک لحظه از کار کردن برای زنان شانه خالی نکنند.
سرانجام محترم اسکندری در تیرماه ۱۳۰۴ در حالی که ۲۹سال بیشتر نداشت درگذشت و جمعی را در اندوه فرو برد.
صدیقه دولت‌آبادی در سوگ محترم نوشت:
«حادثه مولمه مرحومه محترم خانم اسکندری آن قدر خاطر مرا افسرده کرده که شرحش را نتوان داد، چون که من خوب قدر زحمات آن دختر شجاع ایران را می‌دانم و فقدان او را یک بدبختی بزرگ تصور می‌کنم. بله، فداکاری‌های او قابل تقدیر است. فراموش نمی‌کنم که مکرر در کنفرانس‌ها او را مورد سخریه قرار می‌دادند. به گوش خود می‌شنید و ابداً تکدر خاطر حاصل نمی‌کرد. با عزم ثابت و قدم قوی‌بازو رو به مقصود می‌رفت. در عمر خودم این اول زن ایرانی بود که دیدم خسته نشد و فکر خود را تعقیب کرد. امیدوارم خواهران وطنی‌ام نگذارند زحمات آن زن محترمه از بین برود و اساس مقدس هیئت از هم نپاشد» 